# 嘉曆
嘉曆（1326年四月二十六日至1329年八月二十九日）是日本的年號之一。這個時代的天皇是後醍醐天皇、鎌倉幕府征夷大將軍為守邦親王、執權為北條高時、北條貞顯與北條守時。

## 改元
- 正中三年四月二十六日（1326年5月28日）改元嘉曆
- 嘉曆四年八月二十九日（1329年9月22日）改元元德

## 出處
《舊唐書》：「四序嘉辰、歷代增置、宋韻曰、曆數也。」

## 紀年、西曆、干支對照表
| 嘉曆       | 元年   | 二年   | 三年   | 四年   |
| 儒略曆日期 | 1326年 | 1327年 | 1328年 | 1329年 |
| 干支       | 丙寅   | 丁卯   | 戊辰   | 己巳   |